# Le Tonneau inépuisable
Le Tonneau inépuisable è un cortometraggio muto del 1907. Il nome del regista non viene riportato nei crediti.

## Produzione
Il film fu prodotto dalla Pathé Frères.

## Distribuzione
Distribuito dalla Pathé Frères, il film - un cortometraggio di 90 metri - uscì nelle sale francesi nel 1907. La Pathé lo distribuì anche negli Stati Uniti, dove venne importato e presentato il 23 novembre 1907 con il titolo inglese The Inexhaustible Barrel.